# Hansheiri Dahinden
Hansheiri Dahinden (eigentlich Hans) (* 23. Februar 1932 in Altdorf UR; † 31. Mai 2022 ebenda) war ein Schweizer Politiker und Liedermacher. Er gehörte der Freisinnig-Demokratischen Partei an.

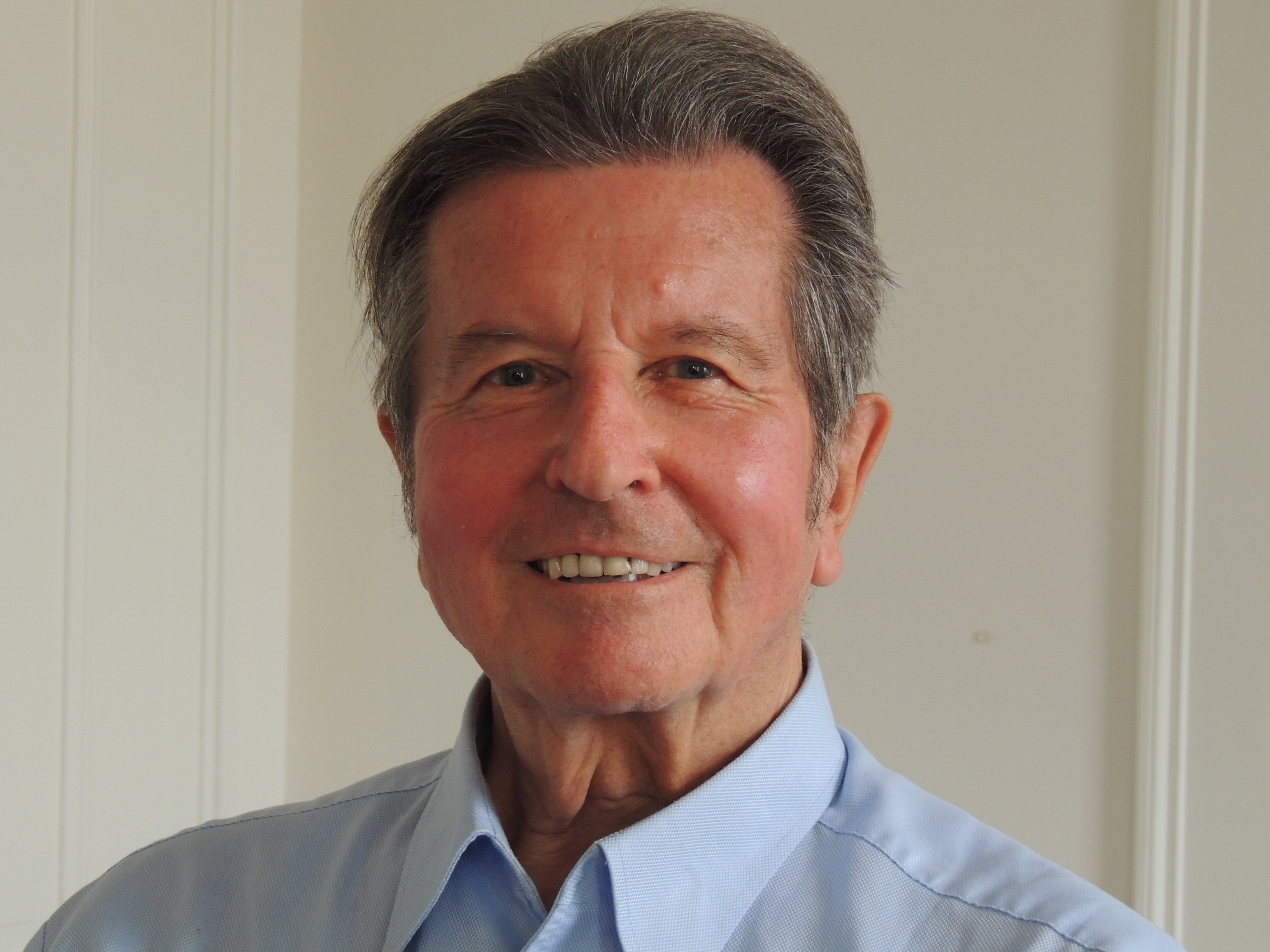
Hansheiri Dahinden (2014)

## Leben
Hansheiri Dahinden wurde geboren als Sohn von Clemens Dahinden, der Direktor der Elektrizitätswerke Altdorf, Schwyz und Wassen war. Nach der Matura in Altdorf studierte er an der Hochschule St. Gallen Ökonomie und schloss 1956 mit dem Lizenziat (lic.oec. HSG) ab.
Von 1962 bis 1984 war Dahinden Chefredaktor der Urner Wochenzeitung «Gotthard-Post». Gleichzeitig war er von 1962 bis 1972 Sekretär und Präsident der FDP des Kantons Uri. Von 1968 bis 1971 amtierte er als Gemeindepräsident von Altdorf. Von 1971 bis 1975 gehörte er dem Urner Landrat an. Er war von 1976 bis 1987 Regierungsrat des Kantons Uri, wo er der Justiz-, Militär- und Polizeidirektion vorstand. Von 1982 bis 1984 war er auch Landammann. Von 1987 bis 1997 war Dahinden Direktor der Zentralstelle für Gesamtverteidigung. Er war beteiligt an der Vorbereitung des Sicherheitspolitischen Berichts 1990.
Dahinden war verheiratet und Vater von vier Kindern, eines davon ist Sabine Dahinden. Er war Oberst im Generalstab. Er war Mitglied der «Nächstenliebe Altdorf». Er war auch bekannt als «singender Regierungsrat», im Gegensatz zum «tanzenden Landammann» Hansruedi Stadler.

## Veröffentlichungen
Tonträger
- Ds Liädli vo dr Filosofie und 5 anderi. 1972.
- Äs Tschuppäli Liädli. 2003 (mit Michael Dahinden, Illustriert von Kurt Dahinden).

Bücher
- Uri, Land am Gotthard. Manesse, Zürich 1965 (zusammen mit Max Oechslin, hrsg. von der Dätwyler AG).
- Armee 1995: Geschichte und Zukunft der Schweizer Armee. Genf 1998.
- 150 Jahre Männerchor Altdorf. Altdorf 2000.
- Morgensternschnuppen. Illustriert von Kurt Dahinden. 2001.